# Queima de livros na Alemanha Nazista
Bücherverbrennung é um termo alemão que significa queima de livros. É, muitas vezes, associado à ação propagandística dos nazistas, organizada entre 10 de maio e 21 de junho de 1933, poucos meses depois da chegada ao poder de Adolf Hitler. Em várias cidades alemãs, foram organizadas, nesta data, queimas de livros em praças públicas, com a presença da polícia, bombeiros e outras autoridades.
Tudo o que fosse crítico ou desviasse dos padrões impostos pelo regime nazista foi destruído. Centenas de milhares de livros foram queimados no auge de uma campanha iniciada pelas fraternidades estudantis. Os estudantes, em particular os membros das fraternidades, do Destacamento Tempestade (SA) e da Tropa de Proteção (SS), participaram nestas queimas. A organização deste evento coube às associações de estudantes alemãs Liga dos Estudantes Alemães Nacional-Socialistas (NSDStB) e Comitê Geral dos Estudantes (AStA), que, com grande zelo, competiram entre si, tentando, cada uma, provar que era melhor do que a outra. Foram queimados cerca de 20 000 livros, a maioria dos quais pertencentes às bibliotecas públicas, de autores oficialmente tidos como "não alemães" (undeutsch).
O poeta nazista Hanns Johst foi um dos que justificaram a queima, logo depois da ascensão do nazismo ao poder, com a "necessidade de purificação radical da literatura alemã de elementos estranhos que possam alienar a cultura alemã".

## Lista de Autores banidos

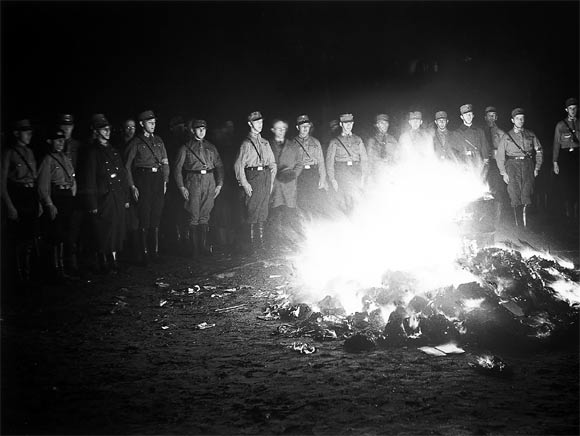
Queima de livros em 1933 (fotografia de Joseph Schorer).

Entre os livros queimados pelos Nazistas, contavam-se obras quer de autores falecidos, como também contemporâneos, perseguidos pelo regime, muitos deles tendo emigrado. Na lista, encontramos, entre outros:
Thomas Mann, Heinrich Mann, Walter Benjamin, Bertolt Brecht, Lion Feuchtwanger, Leonhard Frank, Erich Kästner (que, anônimo, assistia na multidão), Alfred Kerr, Robert Musil, Carl von Ossietzky, Erich Maria Remarque, Joseph Roth, Nelly Sachs, Ernst Toller, Kurt Tucholsky, Franz Werfel, Sigmund Freud, Albert Einstein, Karl Marx, Heinrich Heine e Ricarda Huch.

### "Queimem os meus livros!"
Oskar Maria Graf não foi incluído na lista. Para seu espanto, os seus livros não foram banidos como até foram recomendados pelos nazis. Em resposta, ele publicou um artigo intitulado Verbrennt mich! ("Queimem-meǃ") no jornal de Viena Arbeiter-Zeitung (Jornal dos Trabalhadores) (texto em alemão aqui). Em 1934, o seu desejo foi tornado realidade e os seus livros foram, também, banidos pelos nazistas.

## Repercussão
A opinião pública e a intelectualidade alemãs ofereceram pouca resistência à queima. Editoras e distribuidoras reagiram com oportunismo, enquanto a burguesia tomou distância, passando a responsabilidade aos universitários. Também os outros países acompanharam a destruição de forma distanciada, chegando a minimizar a queima como resultado do "fanatismo estudantil".
Entre os poucos escritores que reconheceram o perigo e tomaram uma posição, estava Thomas Mann, que havia recebido o Nobel de Literatura em 1929. Em 1933, ele emigrou para a Suíça e, em 1939, para os Estados Unidos. Quando a Faculdade de Filosofia da Universidade de Bonn lhe cassou o título de doutor honoris causa, ele escreveu, ao reitor:
| “ | Nestes quatro anos de exílio involuntário, nunca parei de meditar sobre minha situação. Se tivesse ficado ou retornado à Alemanha, talvez já estivesse morto. Jamais sonhei que, no fim da minha vida, seria um emigrante, despojado da nacionalidade, vivendo desta maneira! | ” |

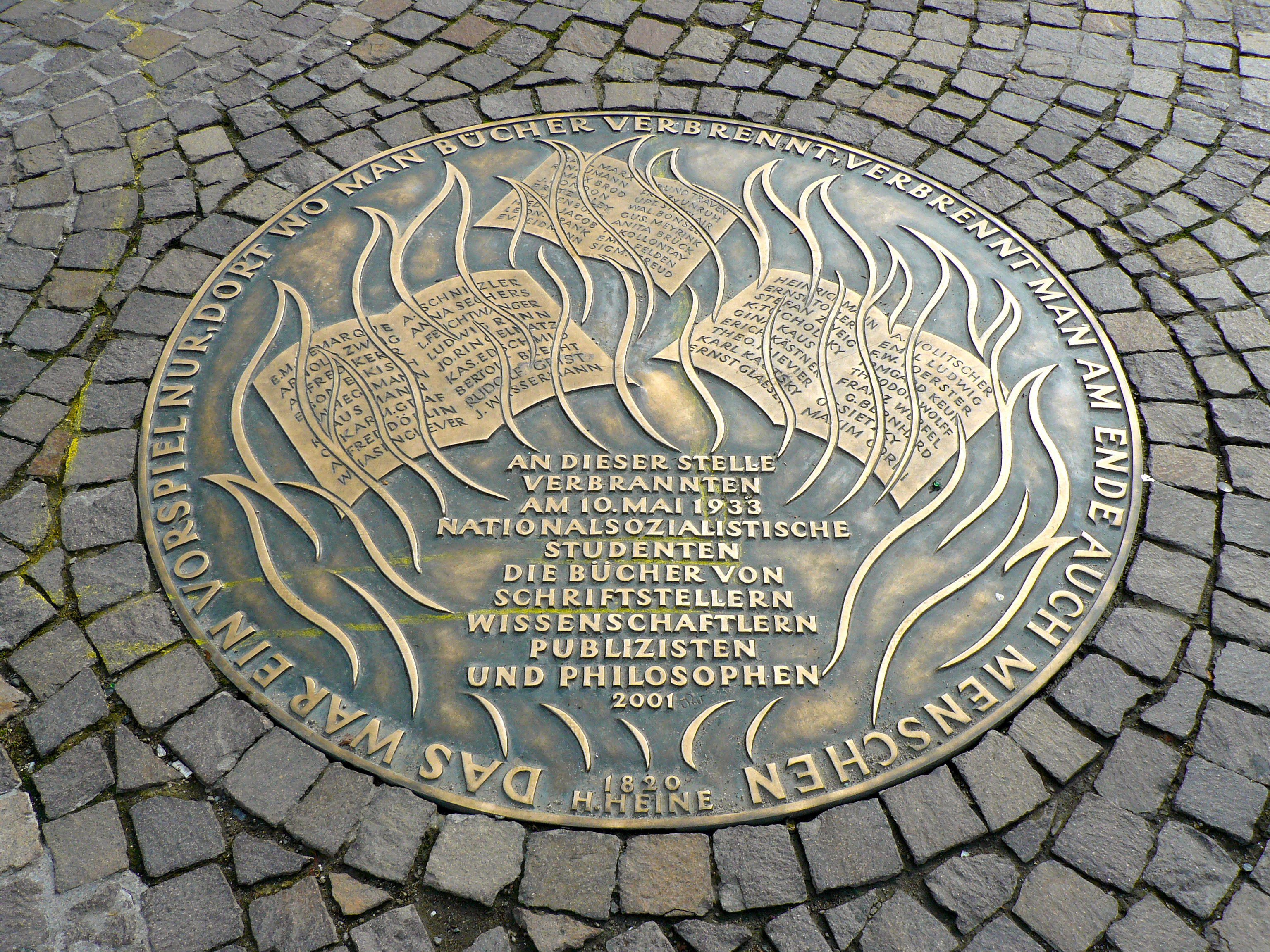
Memorial para a queima de livros de 1933, no chão da praça Römerberg, em frente à prefeitura de Frankfurt, em Hesse, na Alemanha.

Também Ricarda Huch retirou-se da Academia Prussiana de Artes. Na carta ao seu presidente, em 9 de abril de 1933, a escritora criticou os ditames culturais do regime nazista: "A centralização, a opressão, os métodos brutais, a difamação dos que pensam diferente, os autoelogios, tudo isso não combina com meu modo de pensar", justificou. Em 1934, a "lista negra" incluía mais de três mil obras proibidas pelos nazistas.
Como disse o poeta Heinrich Heine: "Onde se queimam livros, acaba-se queimando pessoas."

## Negacionismo
O negacionismo do Holocausto, que tipicamente se concentra na negação do extermínio em massa, também minimiza ou ignora outros fatos que ocorreram durante o governo nazista. A exemplo, a queima de livros que incluiu a destruição de estudos sobre saúde e sexualidade de pessoas trans. O Institut für Sexualwissenschaft foi alvo dos nazistas, e sua biblioteca queimada em 1933. Em março de 2024, a escritora britânica J. K. Rowling praticou o negacionismo em sua conta no Twitter ao negar que nazistas haviam queimado livros sobre pessoas trans. Quando questionada, desviou sua crítica para frases como "pessoas trans foram as primeiras vítimas dos nazistas" ou que "toda a pesquisa sobre pessoas trans foi queimada", posições que não estavam sendo defendidas por ninguém.

## Praças da cerimónia
- Em Munique, foi usada a Königsplatz (Praça do Rei), no dia 10 de Maio de 1933.
- Em Berlim, foi usada a Opernplatz (Praça da Ópera. Atualmente, praça Bebel).